# 誕生院
誕生院（たんじょういん）は、佐賀県鹿島市にある新義真言宗大本山の寺院。山号を密厳山（みつごんざん）と称する。本尊は錐鑽身代不動明王。

## 沿革
真言宗の中興の祖であり、新義真言宗の開祖である興教大師覚鑁の誕生の地に建てられた寺院。
室町幕府3代将軍・足利義満の発願により、応永12年（1405年）に定成によって創建された。戦国時代の永禄元年（1558年）に兵火により廃滅したが、大正2年（1913年）に鍋島直彬によって復興された。

## 文化財
- 絹本著色八字文殊菩薩騎獅図（佐賀県指定文化財（美術工芸品）、1971年3月28日指定、佐賀県立博物館へ寄贈） - 南北朝時代の作と考えられる。獅子に乗る半跏趺坐の菩薩像[1][2]。

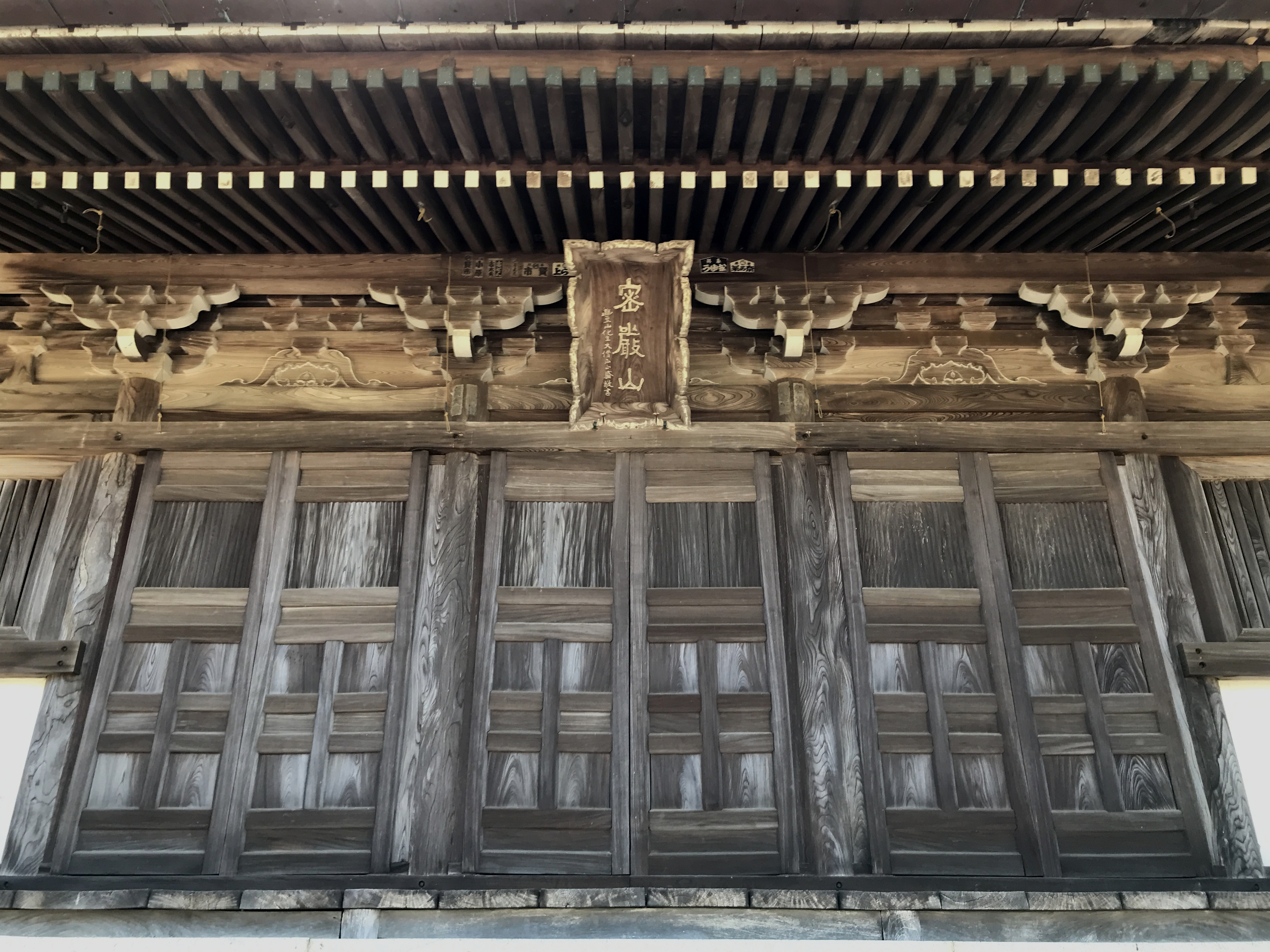
金堂
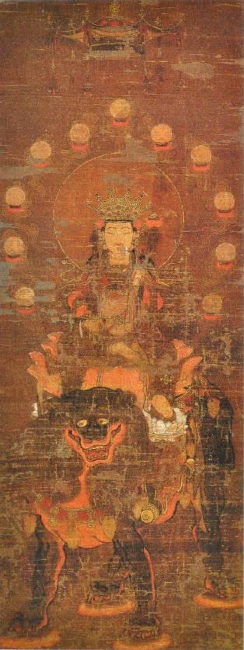
絹本著色八字文殊菩薩騎獅図